# Semele (geslacht)
Semele is een geslacht van tweekleppigen uit de familie van de Semelidae.

## Soorten
Deze lijst van 56 stuks is mogelijk niet compleet.
- S. amabilis (Reeve, 1853)
- S. australis (G.B. Sowerby I, 1833)
- S. barbarae (Boone, 1928)
- S. bellastriata (Conrad, 1837)
- S. bicolor (C.B. Adams, 1852)
- S. brambleyae (Powell, 1967)
- S. californica (Reeve, 1853)
- S. capensis (E. A. Smith, 1904)
- S. carnicolor (Hanley, 1845)
- S. casali (Doello-Jurado, 1949)
- S. casta (Reeve, 1853)
- S. compta (Reeve, 1853)
- S. cordiformis (Holten, 1802)
- S. corrugata (G.B. Sowerby I, 1833)
- S. craneana (Hertlein & Strong, 1949)
- S. crenulata (Reeve, 1853)
- S. decisa (Conrad, 1837)
- S. duplicata (Reeve, 1853)
- S. elliptica (G.B. Sowerby I, 1833)
- S. exarata (A. Adams & Reeve, 1850)
- S. flavescens (Gould, 1851)
- S. formosa (G.B. Sowerby I, 1833)
- S. gruneri (Reeve, 1853)
- S. hanleyi (Angas, 1879)
- S. hedlandi (Huber, 2010)
- S. jamesi (Coan, 1988)
- S. jovis (Reeve, 1853)
- S. jucunda (Reeve, 1853)
- S. laevis (G.B. Sowerby I, 1833)
- S. lamellosa (Reeve, 1853)
- S. lamyi (Nicklès, 1955)

- S. lenticularis (G.B. Sowerby I, 1833)
- S. martinii (Reeve, 1853)
- S. modesta (Reeve, 1853)
- S. natalensis (Huber, 2010)
- S. pallida (G.B. Sowerby I, 1833)
- S. phryne (Angas, 1879)
- S. pilsbryi (Olsson, 1961)
- S. proficua (Pulteney, 1799)
- S. pulchra (G.B. Sowerby I, 1833)
- S. purpurascens (Gmelin, 1791)
- S. radiata (Say, 1826)
- S. rosea (G.B. Sowerby I, 1833)
- S. rubropicta (Dall, 1871)
- S. rupicola (Dall, 1915)
- S. rupium (G.B. Sowerby I, 1833)
- S. scabra (Hanley, 1844)
- S. sinensis (A. Adams, 1853)
- S. solida (Gray, 1828)
- S. sowerbyi (Tryon, 1869)
- S. striata (Reeve, 1853)
- S. tortuosa (C.B. Adams, 1852)
- S. venusta (Reeve, 1853)
- S. verrucosa (Mörch, 1860)
- S. zalosa (Chesney & Oliver, 1994)
- S. zebuensis (Hanley, 1844)